# Хомко, Пётр Арсентьевич
Пётр Арсентьевич Хомко (7 сентября 1912 — 8 февраля 1985, Одесса) — советский государственный деятель, первый секретарь Березовского райкома Компартии Украины (Одесская область), Герой Социалистического Труда (26.02.1958). Участник Великой Отечественной войны, майор Советской армии.
Родился в Одессе.

## Биография
Родился в 1912 году в Одессе. В 1934—1936 годах служил в рядах Рабоче-Крестьянской Красной армии. С началом Великой Отечественной войны был призван в Действующую армию. В её составе участвовал в обороне Одессы и Севастополя, в боевых действиях в районе Керчи.

### Великая Отечественная война
В период обороны Одессы служил в составе 638-го зенитного артиллерийского полка 15-й отдельной бригады ПВО. В составе полка одним из последних покидал Одессу в ночь с 15 на 16 октября 1941 года.
На 29 ноября 1942 года майор Хомко — заместитель командира дивизиона по политчасти 734-го зенитного артиллерийского полка ПВО.
На 22 сентября 1943 года служил в той же должности.

### Мирное время
После демобилизации находился на партийной работе в Одесской области:
- c 25.12.1950 г. — первый секретарь Березовского районного комитета партии (Протокол № 242 заседания бюро Одесского обкома партии от 25.12.1950 г.[4]
- c апреля 1962 г. — парторг Одесского обкома КП Украины Березовского территориального производственного колхозно-совхозного управления (Протокол № 3 заседания Пленума Березовского РК партии от 10.04.1962 г.)[5]
- c 26 августа 1963 г. освобожден от занимаемой должности (Протокол № 17 заседания бюро Одесского сельского обкома КП Украины)[6].

В 1961 году был делегатом XXII съезда КПСС.
Указом Президиума Верховного Совета СССР от 26 февраля 1958 года за особые заслуги в развитии сельского хозяйства Петру Арсеньевичу Хомко было присвоено звание Героя Социалистического Труда с вручением ордена Ленина и золотой медали «Серп и Молот».
Умер в 1985 году. Похоронен на 2-м Христианском кладбище Одессы.

## Награды
- Медаль «Серп и Молот» (26.02.1958);
- Орден Ленина (26.02.1958);
- Орден Отечественной войны 2-й степени (19.12.1942);
- Орден «Знак Почёта»;
  - медали.